# 大光里駅
大光里駅（テグァンニえき）は大韓民国京畿道漣川郡新西面にある、韓国鉄道公社京元線の駅。

## 駅構造
島式ホーム1面2線を有する地上駅。

### のりば
| 1 | ●京元線 | 漣川・東豆川・白馬高地方面 |

## 駅周辺
- 新西面事務所
- 新西派出所
- 大光郵便局
- 新西農協 農協ハナロマート
- 大光中学校
- 大光初等学校
- 新西面住民自治センター

## 隣の駅
韓国鉄道公社
京元線
通勤列車(運行休止中)
新望里駅 - 大光里駅 - 新炭里駅